# 張玄之
张玄之（?—?），一作张玄，字祖希，吴郡太守张澄之孙。
张玄之母顾氏是顧和之女。张玄之封晋宁侯，张玄之以才学显名，太元十年（385年），谢安去世的时候，司马道子以司徒、骠骑将军兼扬州刺史、都督中外诸军事、录尚书事，尚书令谢石拜卫将军，陆纳担任尚书仆射，王献之担任中书令，车胤、王国宝、张玄担任侍中。太元十一年（386年），东晋将尚书仆射一分为二，以陆纳为尚书左仆射，谯王司马恬为尚书右仆射；侍中张玄为吏部尚书；王献之去世，王珣弟弟、侍中王珉兼中书令。太元十二年（387年），张玄从吏部尚书转任吴兴郡太守，与谢玄同年到吴兴郡任太守，而张玄之名次于谢玄，时人称为“南北二玄”。张玄官至冠军将军。
车骑将军桓冲任荆州刺史时在江陵镇守，朝廷派左卫将军张玄之去桓冲处谘谋军事，奉命到江陵出差，坐船路经阳歧村。张玄忽见人拿着半小笼活鱼，走到船旁，说：“有鱼，想切成鱼片。”张玄叫人拴好船让他上船。他自称是刘遗民。张玄听过他的名声，于是高兴地接待了他。刘遗民知道张玄是奉命到江陵，问：“谢安和王文度都好吗？”张玄和他谈论，刘遗民无意停留。等到拿到生鱼片，说：“刚才得到鱼，想你船上定有刀具，因此才来。”于是就走了。张玄跟着到他家。刘遗民摆酒，酒浊，味也不好。张玄敬重刘遗民，还是喝下去。刘遗民说：“现在是收获的时候，不宜停工。”张玄也无法留住他。
张玄和王忱先前不相识，在范宁的家里相遇，范宁让两人交谈。张玄正襟端坐，王忱不和他交谈。张玄失望，便离开了，范宁挽留不得。范宁是王忱的舅舅，责备外甥。王忱笑着说,张玄若想要相识，自当来我这里。范宁告诉张玄，张玄束好腰带拜访王忱。二人一起共饮交谈，宾主无愧色。